# Luserna San Giovanni
Luserna San Giovanni (en occitano) Luzerna e San Jan, en piamontés Luserna e San Gioann) es un municipio de 7.867 habitantes de la provincia de Turín.
Se encuentra en el valle del Pellice.  
Entre los diversos centros poblados del valle del Pellice, Luserna es ciertamente el que tuvo mayor importancia histórica. En efecto desde el 1400, desde el inicio de las campañas napoleónicas, esta localidad desempeñó un papel de centro político y económoco del valle del Pellice, que en aquella época se llamaba valle de Lucerna.
Ya en el siglo XI un cordón de muros, renforzado con algunos toreónes, encerraba completamente el centro poblado, en el cual se encontraba el palacio de los Condes de Luserna, la capilla dedicada a san Miguel, y algunos acampamentos militares. Sin embargo, a pesar de su fortaleza, los muros no resistieron el embate de numerosos asaltos y fueron varias veces destruidos. Así aconteció en 1690 cuando, en la guerra entre Francia y el Piamonte, la ciudadela fortificada fue conquistada por los franceses y los muros ya no fueron reconstruidos; de esa forma fueron paulatinamente desapareciendo totalmente.
Luserna se sitúa en la entrada del valle, por esta razón desempeñó por decenios un rol preponderante en el pequeño pero densamente poblado territorio circundante. En este lugar se concentraban las transacciones comerciales, se concentraba la actividad política local y se promulgaban las directrices que condicionaban todo tipo de actividad en el valle habitado por los valdenses. En Luserna establecieron, en varias oportunidades, su centro de acción los inquisidores y los predicadores llegados para tratar de convertir a los valdenses a la iglesia católica.
A mediados del siglo XVII, las localidades de Luserna y San Giovanni fueron dos municipios separados. Se reunificaron en 1871.

## Evolución demográfica
| Gráfica de evolución demográfica de Luserna San Giovanni entre 1861 y 2001 |
|                                                                            |
| fuente ISTAT - elaboración gráfica por Wikipedia                           |

Fuente